# Split-Dalmácia megye
Split-Dalmácia megye (horvátul: Splitsko-dalmatinska županija) közigazgatási egység Horvátországban, Dalmácia középső részén. Székhelye Split.

## Közigazgatás
A megyét 16 város és 39 község alkotja, melyek a következők:
| Városok: - Hvar - Imotski - Kaštela - Komiža - Makarska - Omiš - Sinj - Salona - Split - Stari Grad - Supetar - Trilj - Trogir - Vis - Vrgorac - Vrlika | Községek: - Baška Voda - Bol - Brela - Cista Provo - Dicmo (községközpont: Kraj) - Dugi Rat - Dugopolje - Gradac - Hrvace - Jelsa - Klissza (Klis) - Lećevica - Lokvičići - Lovreć - Marina - Milna - Muć - Nerežišća - Okrug (községközpont: Okrug Gornji) | - Otok - Podbablje (községközpont: Drum) - Podgora - Podstrana - Postira - Prgomet - Primorski Dolac - Proložac - Pučišća - Runovići - Seget (községközpont: Seget Donji) - Selca - Sućuraj - Sutivan - Šestanovac - Šolta (községközpont: Grohote) - Tučepi - Zadvarje - Zagvozd - Zmijavci |

## Szigetek
A megyéhez tartozó szigetek közül a jelentősebbek: Brač, Hvar, Šolta és Vis.

## Külső hivatkozások
- Hivatalos honlap